# Comuna Suhopolje, Virovitica-Podravina
Suhopolje este o comună în cantonul Virovitica-Podravina, Croația, având o populație de 6.683 de locuitori (2011).

## Demografie
Componența etnică a comunei Suhopolje
     Croați (85,11%)
     Sârbi (11,42%)
     Necunoscut (1,86%)
     Neclasificat (1,29%)
Componența confesională a comunei Suhopolje
     Catolici (81,85%)
     Ortodocși (12,02%)
     Fără religie și atei (1,29%)
     Necunoscută (3,26%)
     Alte religii (1,59%)
Conform recensământului din 2011, comuna Suhopolje avea 6.683 de locuitori. Din punct de vedere etnic, majoritatea locuitorilor (85,11%) erau croați, cu o minoritate de sârbi (11,42%). Apartenența etnică nu este cunoscută în cazul a 1,86% din locuitori. Din punct de vedere confesional, majoritatea locuitorilor (81,85%) erau catolici, existând și minorități de ortodocși (12,02%) și persoane fără religie și atei (1,29%). Pentru 3,26% din locuitori nu este cunoscută apartenența confesională.